# Hiram I
Hiram (999 v.Chr. – 935 v.Chr.) was vanaf 969 v.Chr. een Fenicische koning van de stad Tyrus. Hij ontwikkelde Tyrus, dat ten tijde van zijn aantreden nog minder belangrijk was dan andere Fenicische steden als Sidon en Byblos, tot de 'meester van de zee'.
Tyrus werd rijk door de handel met onder meer Israël en Cilicië, ook was het het eindpunt van karavaanroutes naar het oosten; later zou het handelsrijk ook naar het westen worden uitgebouwd, tot aan Spanje toe.
Hiram was verbonden met koning Salomo van Israël. Samen bouwden ze een vloot in de haven Ezeon-Geber, die naar Ophir voer om daar goud en andere rijkdommen te halen. Beide koningen en hun rijken werden rijk van deze handel, en zowel in Tyrus als in Jeruzalem werden grote bouwprojecten uitgevoerd.